# (356) Liguria
(356) Liguria est un astéroïde de la ceinture principale découvert par Auguste Charlois le 21 janvier 1893.

## Compléments